# Irak en los Juegos Olímpicos de Atenas 2004
Irak estuvo representado en los Juegos Olímpicos de Atenas 2004 por un total de 24 deportistas, 23 hombres y una mujer, que compitieron en 7 deportes.
El portador de la bandera en la ceremonia de apertura fue el yudoca Hadir Lazam. El equipo olímpico iraquí no obtuvo ninguna medalla en estos Juegos.